# H&M
H&M, od H & M Hennes & Mauritz AB – szwedzkie przedsiębiorstwo odzieżowe, z siedzibą w Sztokholmie.

## Historia
Założyciel, Erling Persson, wyjechał w 1946 roku do Stanów Zjednoczonych, skąd wrócił z pomysłem utworzenia sklepu, który oferowałby wysokiej jakości ubrania w korzystnej cenie. W roku 1947 otworzył w szwedzkim Västerås pierwszy sklep „Hennes”, w którym sprzedawał jedynie ubrania dla kobiet („hennes” po szwedzku znaczy „jej”, „dla niej”). Dopiero w 1968 roku, kiedy Erling Persson kupił sklep Mauritz Widforss przy Sergelgatan w Sztokholmie, uzupełnił ofertę o kolekcję męską, a nazwę firmy zmienił na obecną – Hennes & Mauritz.

## Działalność
300 i więcej
     200-299
     100-199
     50-99
     20-49
     10-19
     1-9
     Planowane rozpoczęcie działalności

Liczba sklepów H&M na świecie w poszczególnych krajach
300 i więcej
200-299
100-199
50-99
20-49
10-19
1-9
Planowane rozpoczęcie działalności

Obecnie H&M prowadzi około 5000 sklepów oraz zatrudnia ponad 148 tys. osób w 38 krajach Europy, Ameryki Północnej (Kanada, USA), Azji (Kuwejt, Zjednoczone Emiraty Arabskie, Chiny, Hongkong) i Afryki. H&M nie ma własnych ośrodków produkcyjnych – wszystkie ubrania, kosmetyki i akcesoria są produkowane przez blisko 800 niezależnych dostawców, głównie z Azji i Europy.
Najwięcej sklepów (440) znajduje się w Niemczech. Dewizą H&M jest „Moda i jakość w najlepszej cenie”.
Dla H&M kolekcje tworzyli m.in.: Marni, Stella McCartney, Versace, Madonna, Kylie Minogue, Victor & Rolf, Karl Lagerfeld, Rei Kawakubo, Matthew Williamson, Sonia Rykiel, Jimmy Choo, Lanvin, Alexander Wang, The Weeknd i Kenzo. W 2007 roku H&M stworzył drugą markę COS (Collection of Style), dla bardziej zamożnych i wymagających klientów. Również w 2007 roku stworzony został, jako akcesorium do gry „The Sims 2", dodatek „Moda z H&M”.
W 2003 roku otwarto pierwszy sklep H&M w Polsce.
W 2012 roku twarzą przedsiębiorstwa została Lana Del Rey, a rok później twarzą kolekcji plażowej została Jennie Runk.
Przedsiębiorstwo produkuje ubrania głównie w Chinach i Bangladeszu. Jesienią 2013 roku część produkcji ma zostać przeniesiona do Etiopii, gdzie docelowo ma powstawać do ok. miliona sztuk ubrań miesięcznie. Powodem mają być jednostkowe koszty produkcji odzieży w Etiopii – dwa razy niższe niż w Chinach.
9 listopada 2012 roku w Lublinie otworzono 100 sklep tej marki w Polsce.
W Gądkach koło Kórnika powstał magazyn H&M, z którego produkty rozwożone są do sklepów w Europie Środkowej. Magazyn obsługuje także sprzedaż wysyłkową, którą H&M proponuje w krajach Europy Zachodniej oraz w całej Skandynawii.